# Rigmor (Vorname)
Rigmor ist ein skandinavischer weiblicher Vorname.

## Herkunft und Bedeutung
Der Name stammt von dem germanischen rigo von -rik/-rich = reich, stark, und mor, „Mutter“. Er wird auch freier übersetzt zu „reiche Maid“. Die geografische Herkunft ist aus Dänemark, während der Name heute nur noch in Norwegen gebräuchlich ist.

## Varianten
Als männliche Variante wird Rigomar genannt.

## Gedenktag
Es ist kein Namens- oder Gedenktag für Rigmor bekannt.

## Namensträger

### Vorname
- Rigmor Aasrud (* 1960), norwegische Politikerin
- Rigmor Gustafsson (* 1966), schwedische Jazzsängerin
- Rigmor Elianne Koti (* 1966), norwegische Diplomatin

### Nachname
- Karen Rigmor Moritz (1913–2024), dänische Supercentenarian

## Weitere Verwendung
- Rigmor von Glückstadt (1853), ist das älteste fahrbereite hölzerne Segelschiff Deutschlands.